# AIM-152 AAAM
AIM-152 AAAM — (akronim od ang. Advanced Air-to-Air Missile – zaawansowany pocisk rakietowy klasy powietrze-powietrze) projekt amerykańskiego kierowanego pocisku rakietowego powietrze-powietrze, który miał być następcą AIM-54 Phoenix. W połowie lat 80. US Navy użytkująca przestarzałe pociski Phoenix rozpoczęła projekt nowego pocisku rakietowego przeznaczonego do atakowania radzieckich naddźwiękowych bombowców strategicznych dalekiego zasięgu Tu-22M i Tu-160. Celem było skonstruowanie pocisku mniejszego i lżejszego niż Phoenix o takim samym lub większym zasięgu i prędkości co najmniej 3 Ma.
Niektóre z systemów przewidywanych do wykorzystania w pocisku były opracowywane w centrum uzbrojenia marynarki China Lake Naval Weapons Center od początku lat 80. w ramach projektu demonstratora zaawansowanego pocisku przechwytującego ACIMD Advanced Common Intercept Missile Demonstration. Pocisk został zbudowany, ale nigdy nie przetestowano go w locie.
W 1987 roku firmy Hughes/Raytheon i General Dynamics/Westinghouse zostały wybrane do opracowania nowego pocisku oznaczonego jako AIM-152.
Projekt firm Hughes/Raytheon opierał się w znacznym stopniu na pocisku zbudowanym w ramach projektu ACIMD z hybrydowym silnikiem rakietowo-strumieniowym umożliwiającym rozpędzenie go do dużych prędkości. Pocisk posiadał bezwładnościowy system naprowadzający z aktywnym naprowadzaniem radiolokacyjnym w końcowym odcinku lotu tak samo jak w późniejszej konstrukcji AIM-120 AMRAAM. Planowano zaprojektowanie także termicznej głowicy naprowadzającej umożliwiającej przechwycenie celu bez zdradzania swojej obecności emisją radarową.
Pocisk firm General Dynamics/Westinghouse był mniejszy i napędzany pulsacyjnym silnikiem rakietowym na paliwo stałe. Tak jak konkurencyjna konstrukcja posiadał bezwładnościowy system naprowadzania z korygowaniem półaktywnym radiolokacyjnym. Końcowe naprowadzanie odbywało się przy pomocy opto-elektronicznego sensora działającego w podczerwieni. Wadą półaktywnego naprowadzania radiolokacyjnego jest konieczność oświetlania celu przez radar samolotu-nosiciela, co oznacza konieczność podążania za celem, narażając się na niebezpieczeństwo.
Po upadku Związku Radzieckiego zagrożenie ze strony bombowców zniknęło, a żadne inne państwo nie było w stanie stworzyć takiego zagrożenia, dlatego w 1992 postanowiono zakończyć projekt pocisku AAAM.
Stało się to na krótko po zbudowaniu dwóch prototypów i oznaczeniu ich jako YAIM-152A.
Po wycofaniu ze służby pocisków Phoenix, US Navy straciło pocisk dalekiego zasięgu polegając na zdolnym do rażenia celów na średnich dystansach AIM-120 AMRAAM. Obecnie opracowywana jest wersja pocisku AMRAAM o wydłużonym zasięgu, której celem będzie wypełnienie luki po Phoenixie.